# J.P. Schmidt jun.
J.P. Schmidt jun. A/S var en dansk cigar- og tobaksfabrik, der var blandt Danmarks ældste.
Købmand Hans Petersen Schmidt fik den 31. juli 1778 privilegium på at drive tobaksfabrik i Flensborg. Oprindeligt blev der produceret snus, skrå og tobak og nogle år senere også cigarer. Den fortsattes af sønnen, kancelliråd Jacob Petersen Schmidt, efter hvem firmaet antog navnet J.P. Schmidt jun. I april 1865 anlagdes på grund af tabet af Flensborg i den 2. Slesvigske Krig, hvilket flyttede toldgrænsen, en filial i Fredericia. Denne blev snart hovedforretningen og blev ledet af Harald Schmidt, J.P. Schmidt jun.s brodersøn.
I 1899 blev virksomheden omdannet til et aktieselskab med aktiekapital på 200.000 kr. (vedtægter af 28. december 1898) med vicekonsul Johan Korch (1870-1933) som direktør, mens sagfører Bonnesen blev bestyrelsesformand. I 1928 udsendte firmaet en mindeplatte på Den kongelige Porcelainsfabrik designet af Oluf Jensen.
Firmaet fortsatte i Korch-familiens eje, og i 1934 overtog konsul Poul Korch (1902-1979) posten som adm. direktør og formand i bestyrelsen.
Da fabrikken den 31. juli 1978 fejrede sit 200 års jubileum med en fest i Erritsøhallen, var nedturen for cigarindustrien allerede godt i gang. Derfor valgte ejerne (siden 1970), brødrene Ole J. (født 1932) og konsul Erling H.C. Korch (født 1934), at tage imod et gunstigt købstilbud fra Skandinavisk Tobakskompagni, og 27. august 1982 rulledes den sidste cigar. Fabrikkens førende mærker blev dog videreført af Skandinavisk Tobakskompagni i nogle år, men blev ikke længere fremstillet i Fredericia. Der var 230 arbejdere beskæftiget op til lukningen, og senere på året lukkede fabrikken for bestandig. Bygningerne ved Landsoldaten i klassicistisk stil blev overtaget af Fredericia Kommune og ombygget til plejehjem og ældreboliger.
Lille Aroma, Manne og Manne Corona var nogle af fabrikkens kendteste mærker.
Fabrikken havde adresse Kirkestræde 1-3 i Fredericia.
Adressen er for nuværende, 2015, Ved Landsoldaten 1-3 i Fredericia under navnet I.P. Schmids Gård.
Den senere statsminister Thorvald Stauning arbejdede på fabrikken i årene 1891-93.